# 의령 칠정려
의령 칠정려(宜寧 七旌閭)는 대한민국 경상남도 의령군 의령읍에 있는 건축물이다. 1977년 12월 28일 경상남도의 기념물 제35호 칠정려로 지정되었다가, 2018년 12월 20일 현재의 명칭으로 변경되었다.
조선시대의 진양 강씨 문중이 낳은 일곱 분의 충(忠)·효(孝)·열(烈) 삼강을 기리기 위해 세워진 정려각(旌閭閣)으로써 일명 삼강문(三綱門)으로도 불리며 6동(棟)의 건물이 한곳에 자리 잡고 있다. 1977년 12월 28일 경상남도 기념물로 지정되었다. 7인 중 2인은 쌍효정려를 받아 건물은 총 6동이며, 모두 한곳에 가지런히 세워져 있다. 일명 삼강문(三綱門)이라고도 불리는데 삼강이란 충·효·열을 이르는 말이다. 제1려 강우(姜瑀), 제2려 강서(姜瑞), 제3려 강수남(姜壽男), 제4려 강기룡(姜起龍), 제5려 열부 허씨 정려, 제6려 강재중(姜在重), 제7려 강효부 조씨(姜孝婦 趙氏)의 정려이다. 특히 제6, 7려는 쌍려각으로 이루어져 자세히 보지 않으면 6려인 것으로 착각을 일으킬 수도 있다.

## 현지 안내문
이 건물군은 조선시대의 진양강씨 문중이 낳은 일곱 분의 충효열 삼강을 기리기 위해 세워진 정려각(旌閭閣)으로써 일명 삼강문(三綱門)으로도 불리며 6동(棟)의 건물이 한곳에 자리 잡고 있다.
○ 제1려 강 우(姜 瑀)
자는 백규(伯圭) 호는 모암(慕庵) 이니 청풍군수 혜의 증손이며 남명과 종유 하였다.
연산 을묘생(1495)으로 1513년 성균진사 1517년 모부인 중상일에 여막에서 계서 1744년에 효정 1847년 충효사에 배향
○ 제2려 강 서(姜 瑞)
자는 숙규(菽圭) 호는 매곡(梅谷)이니 진사 우(瑀)의 아우요 남명 문인이다.
중종 경오생(1510년)으로 1537년 성균진사 1540년 부친상에 침점멸성 1544년 효정
○ 제3려 강 수 남(姜 壽 男)
자는 인수 호는 사월정(沙月亭) 진사 서(瑞)의 아들, 생부는 충순위도 명종 임자생(1552년)으로 돈대산 사월정지에서 서식강도
▷ 1580년 별시 문과 주서 전적 양성현감 호병정랑
▷ 1592년 충장공 심대(沈垈) 종사관으로 출전
▷ 1592년 10월 18일 삭령전에서 순절
▷ 1608년 8월 28일 치제(致祭) 증 도승지(贈 都承旨)
▷ 1609년 증 이조참판
▷ 1709년 증 이조판서 사시 충렬(賜諡忠烈)
▷ 1712년 어필특서 일체정려(一體旌閭) 4자
▷ 1791년 10월18일 삭령 표절사 사액치제 의령 정곡 어강서원 제향
▷ 1909년 사월정 중건 제향
○ 제4려 강 기 룡(姜 起 龍)
자는 응문(應文)이요 호는 동호(東湖)며 직장 복남(福男)의 아들로 진사 우(瑀)의 본생손이다.
생년은 전하지 않으며 음전력부위(蔭展力副尉)
▷ 1592년 창의하여 진주성에 참전
▷ 1593년 6월 그믐 순절
▷ 1847년 백형 초정(草亭)공과 같이 충효사 배향
▷ 1861년 증 이조참의 충정(贈 吏曹參議 忠旌)
○ 제5려 열부 허씨 정려
열부허씨정려는 강시주처 김해허씨의 열정을 기리기위하여 고종 19년(1882년)에 지은 맛배집이다.
○ 제6려 강 재 중(姜 在 重)
자는 거보(擧甫)요 호는 수재(修齋)이니 진사 우(瑀)의 9세손이다. 부부구효지극(夫婦俱孝至極). 1905년 효정(孝旌)
○ 제7려 강효부 조씨(姜孝婦 趙氏)
효자 강재중의 처 함안조씨 생육신 여(旅)의 후예
쌍효정려는 수제공 강재중과 그의 처 함안 조씨의 효성을 기리기 위해 고종6년(1869년) 왕명으로 세웠다.

## 사진

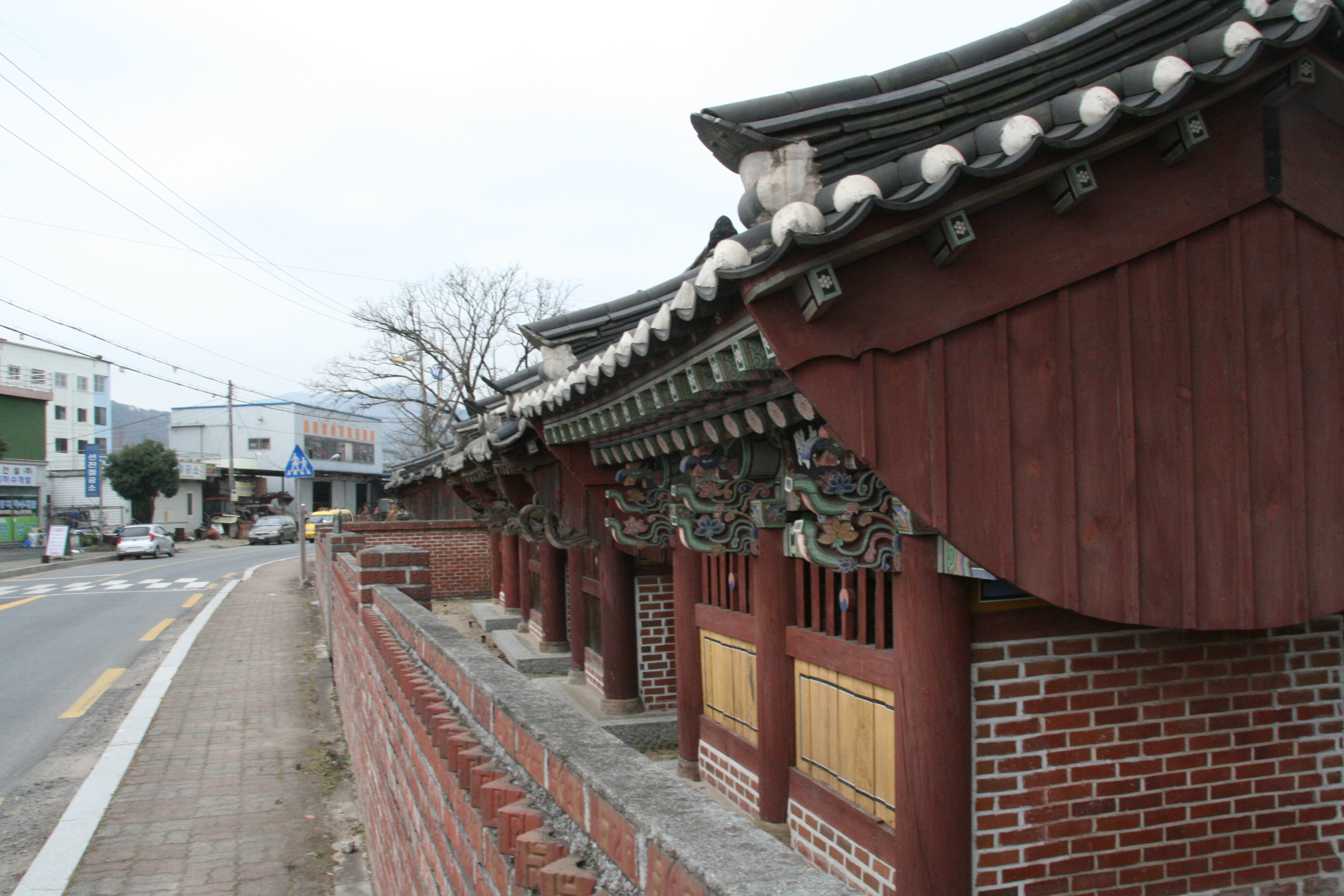
칠정려 측면

## 참고 자료
- 의령 칠정려 - 국가유산청 국가유산포털